# زیینگ
 زیینگ  (درگذشته ژانویه ۲۰۶ پیش از میلاد) سومین و آخرین پادشاه سلسله چین بود وی از اواسط ماه اکتبر تا اوایل دسامبر سال ۲۰۷ قبل از میلاد به مدت ۴۶ روز بر یک فرمانروایی فروپاشیده پادشاهی کرد. با اینکه چین عملاً اسامی پس از مرگ را منسوخ کرده بود، وی در برخی منابع با نام پس از مرگ امپراتور شانگ از چین (秦 殤 帝) شناخته می‌شود. (طبق سنت چینی، حتی به کسی که هرگز در حین زنده بودن عنوان حاکم را نداشته است ، ممکن است پس از مرگ به وی عنوان "امپراتور" داده شود.)

## هویت
هیچ توافق محکمی درباره رابطه خویشاوندی زیینگ با خاندان سلطنتی چین وجود ندارد. از وی در برخی  منابع تاریخی به عنوان پسر فوسو، پسر ارشد چین شی هوانگ یاد شده است. با این حال، استاد مورخ وانگ لیکن اظهار داشته است که او احتمالاً یکی از برادران چین شی هوانگ بوده است. در حالی که ثبتیات مورخ بزرگ سیما چیان، سن زیینگ را مشخص نمی‌کند، ولی اظهار می‌دارد که وی حداقل دو پسر داشته است که با آنها مشورت می کرده است. طبق تحلیل های وانگ، حداکثر سن ممکن زیینگ در هنگام کشتن ژائو گائو ۱۹ سال بوده است. بنابراین، پسرانش احتمالاً  ۱ تا ۲ ساله بوده اند، از این رو برای وی امکان مشورت با آنها فراهم نبود. به احتمال زیاد به نظر می رسد که زیینگ عموی چین ار شی (و از این رو یکی از برادران چین شی هوانگ) به جای فرزند فوسو بود. همچنین برخی مورخان، از جمله لی کایوان و ما فیبای، گفته اند که ممکن است زیینگ فرزند چنگ جیائو، برادر کوچکتر چین شی هوانگ باشد. 

## زندگی
پس از مرگ چین ار شی، ژائو گائو زیینگ را به عنوان جانشین انتخاب کرد و لقب فرمانروا را از "امپراتور"  به "پادشاه" تغییر داد زیرا دودمان چین در آن زمان همانند  دولت سابق چین ضعیف بود، که دیگر بر کل چین حکمرانی نمی کرد، بلکه فقط  گوانجونگ را در اختیار داشت. 
زیینگ تنها شخصی بود که در دربار امپراتوری چین از چین ار شی دفاع می‌کرد و سعی در متقاعد کردن او در برابر اعدام های اشتباه منگ تیان و منگ یی داشت. او ژائو گائو، نماینده ی پادشاه قبلی چین ار شی، که پادشاه را ترور کرده بود، به دام انداخت و او را به قتل رساند. زیینگ بعداً تسلیم لیو بانگ، رهبر اولین گروه از نیروهای شورشی شد که شیان یانگ، پایتخت چین را اشغال کرد. وی سرانجام به همراه خانواده خود توسط یکی دیگر از رهبران شورشی به نام شیانگ یو کشته شد. 

## میراث
زیینگ بعضی اوقات در معابد چینی و تائوئیستی به عنوان یک خدای در (منشن)  ظاهر می شود که معمولاً با جانشین خود، امپراتور یی از چو زوج می شود. 

## یادداشت
1. ↑  اگرچه آخرین حاکم چین طبق قراردادهای نامگذاری مدرن چینی ها اغلب به عنوان "یینگ زیینگ" خوانده می شود، در چین باستان ترکیب نام خانوادگی با نام کوچک مرسوم نبوده است.